# Gray's Anatomy

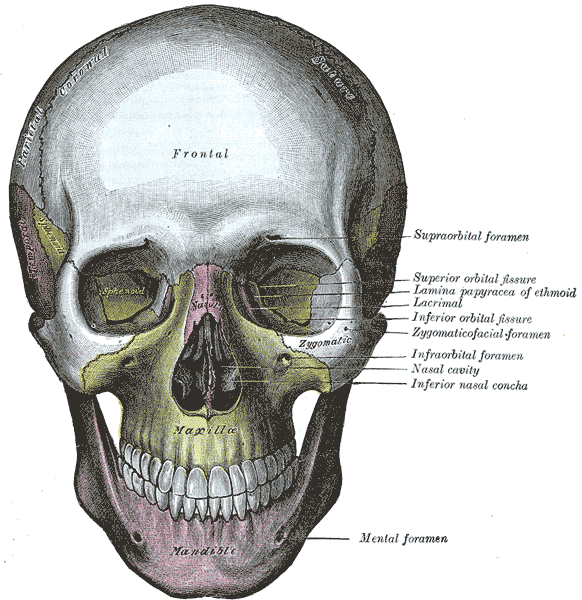
Ilustrace z edice z roku 1918

Henry Gray's Anatomy of the Human Body (česky: Henry Grayova anatomie lidského těla), běžně zkracována jako Gray's Anatomy (česky: Grayova anatomie), je klasická anglická učebnice lidské anatomie.
Kniha byla poprvé vydána pod názvem Gray's Anatomy: Descriptive and Surgical Theory v roce 1858 ve Spojeném království a o rok později ve Spojených státech. Henry Gray zemřel ve věku 34 let na neštovice, kterými se nakazil od svého umírajícího synovce, když studoval anatomické důsledky infekčních onemocnění. Stalo se tak krátce před publikací druhého vydání v roce 1860. V práci na jeho díle pokračovali jiní a 26. září 2008 byla vydána v pořadí 40. britská edice této knihy, doprovázená internetovými stránkami.